# Monument au comte Frédéric de Merode
Le monument au comte Frédéric de Merode est une stèle de style « Art nouveau » réalisée par le sculpteur Paul Du Bois sur la place des Martyrs, au cœur de Bruxelles, capitale de la Belgique.

## Localisation
Le monument se dresse du côté sud de la place des Martyrs, la face principale tournée vers le nord.
Il se trouvait jadis plus près du monument aux Martyrs de la révolution belge de 1830 mais il a été déplacé à son emplacement actuel lors du réaménagement de la place en 1979. 
Il répond au monument à Jenneval érigé du côté nord de la place à la mémoire de l'auteur des paroles de la première version de la Brabançonne.

## Historique
Le monument a été réalisé par le sculpteur Paul Du Bois sur des plans de l'architecte Henry Van de Velde et inauguré le 24 septembre 1898,.
Il honore la mémoire du comte Frédéric de Merode, héros de la révolution belge blessé à la bataille de Berchem près d'Anvers le 24 octobre 1830 et mort des suites de sa blessure à Malines, le 5 novembre suivant,. Il fut le premier membre de la haute noblesse belge victime des combats de la révolution.

## Description
Le monument est une stèle commémorative en bronze et pierre bleue d'environ 3m de haut.
Il est orné sur sa face nord de la statue d'un volontaire de la révolution belge l'arme au pied, vêtu de la blouse typique des révolutionnaires de l'époque. Cette statue est surmontée d'un médaillon en bronze représentant Frédéric de Merode vu de côté.
La base et le couronnement de la stèle sont ornés de remarquables volutes typiques de la ligne en coup de fouet qui caractérise l'Art nouveau floral. Sous la statue, la base en pierre bleue est d'une branche de palme en bronze.
Pour le site eBru « L'originalité de la composition réside dans le fait qu'il ne s'agit pas ici de la superposition d'une statue et d'un socle, mais d'un rapport dynamique entre une stèle composée dans le ton de l'Art nouveau et la statue d'un volontaire revêtu de la blouse, l'arme à pied, posée près du sol ».

## Inscriptions
Sur les faces nord et sud de la stèle en pierre bleue est gravé, en lettres d'or, un hommage au comte de Merode :

« À Frédéric de Merode mort pour l'indépendance de la patrie »

« Aan Frederic de Merode gestorven voor de onafhankelijkheid van het vaderland »

La base en pierre bleue porte également la mention « La ville de Bruxelles reconnaissante ».
Le socle en bronze porte, à droite, la signature de Paul Du Bois et, à gauche, le nom du fondeur, J. Petermann.

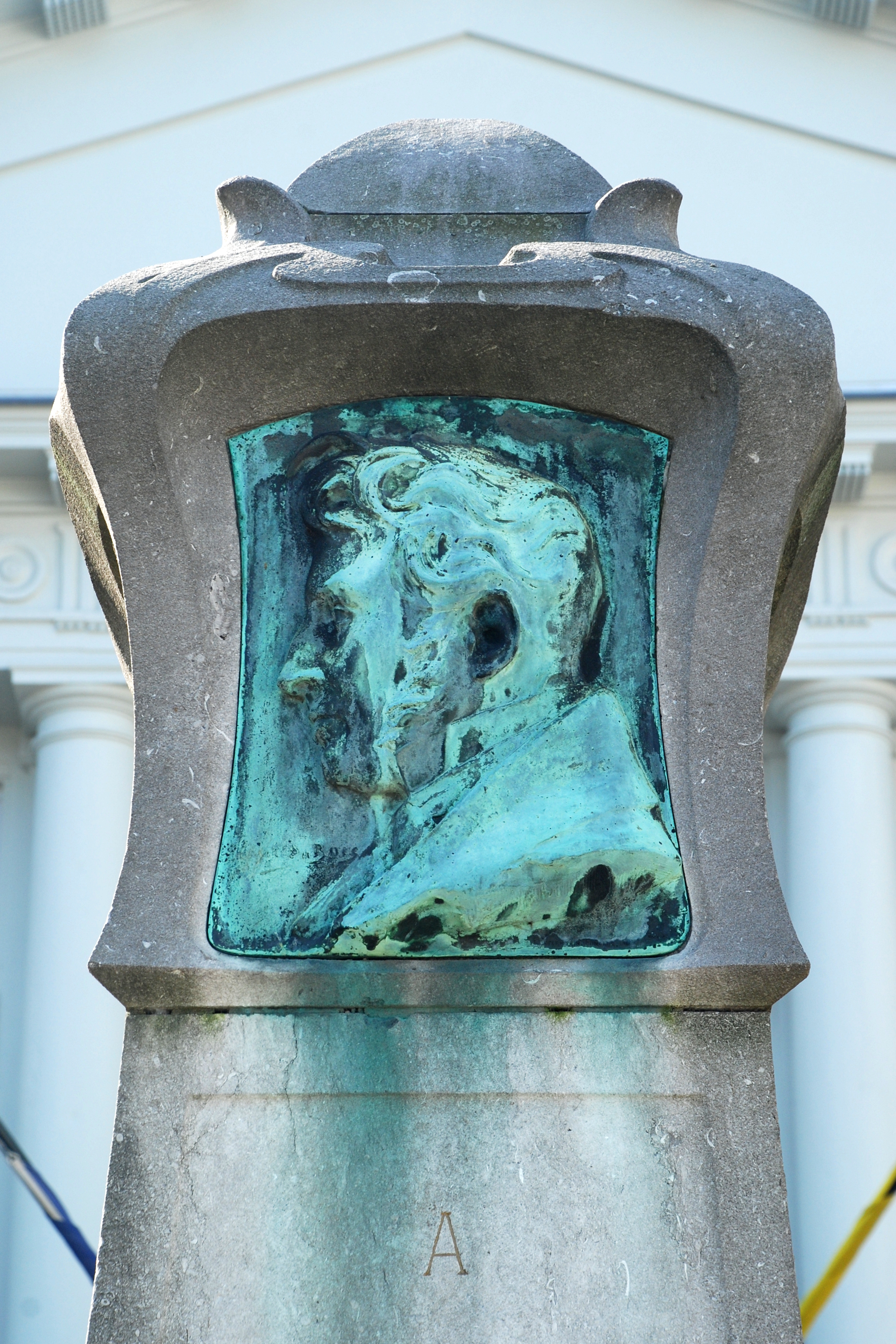
Le médaillon en bronze à l'effigie de Frédéric de Merode.
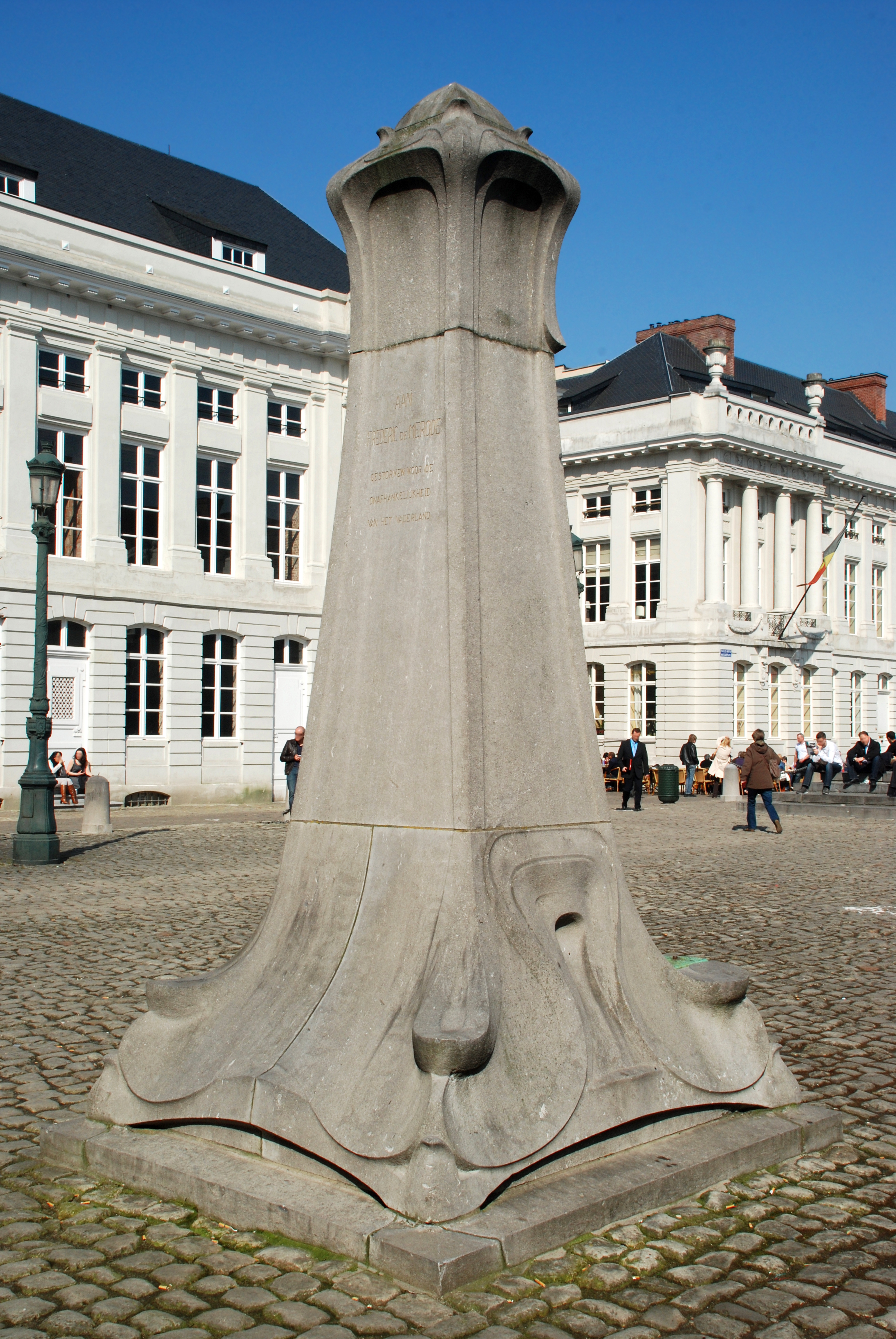
Le monument vu du sud-est.
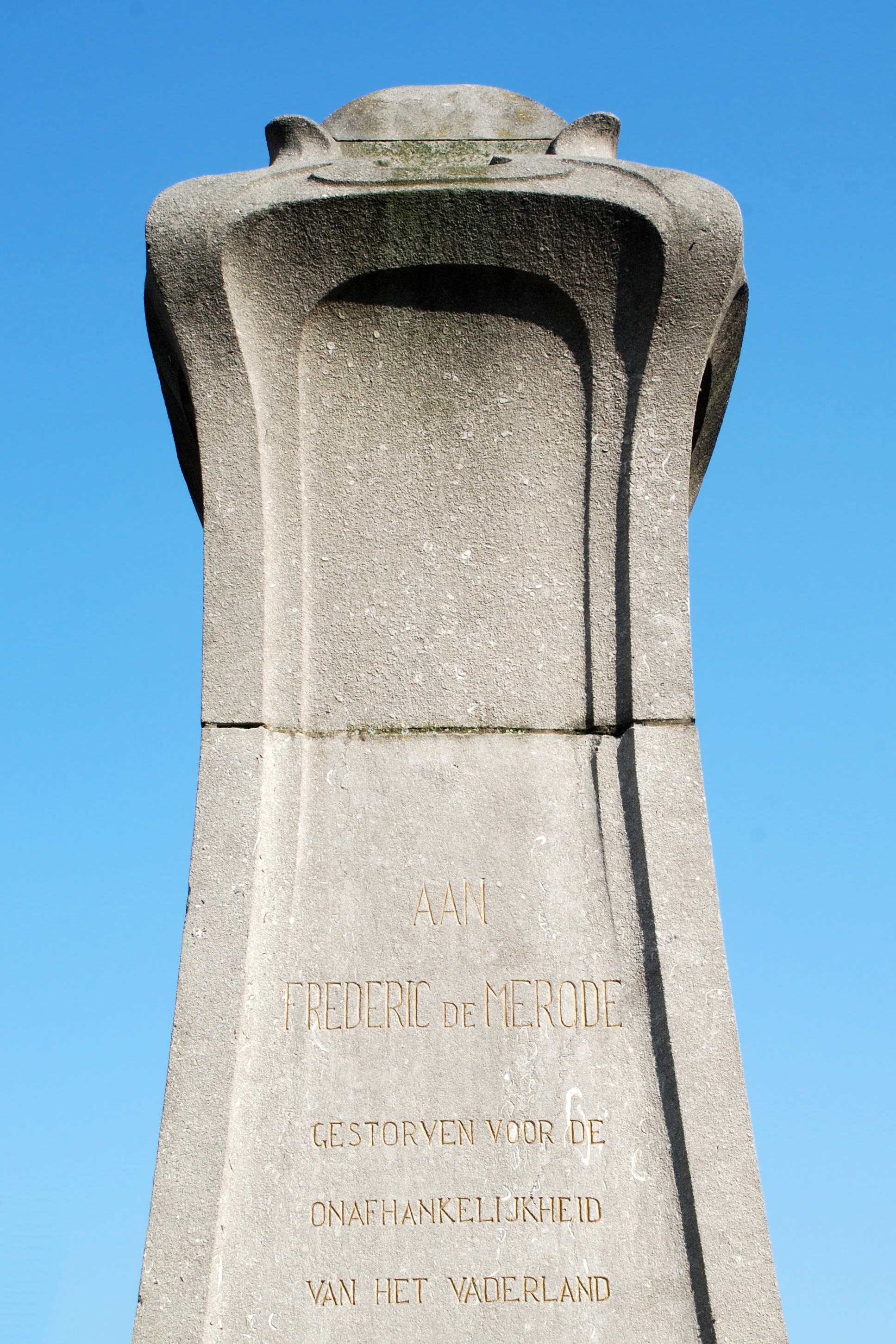
Le couronnement de style Art nouveau.

## Accessibilité
| ___ | Ce site est desservi par la station de métro : De Brouckère. |